# Vibing Up the Senile Man
Vibing Up the Senile Man è il secondo album di studio del gruppo punk inglese Alternative TV, pubblicato nel 1979 da Anagram Records. È stato ristampato nel 1999 da Anagram Records con alcune bonus track.

## Il disco
L'album si differenzia fortemente dal suo precedente The Image Has Cracked: se infatti quest'ultimo, con alcune eccezioni, era più tendente al punk tradizionale, Vibing Up the Senile Man si caratterizzò per la grande influenza di generi come jazz, dub, noise e della musica d'improvvisazione. Alcuni artisti che ispirarono la band nella scrittura di quest'album furono Captain Beefheart, Frank Zappa e Public Image Ltd.. Il disco si distinse anche per la presenza di strumenti non convenzionali come clarinetto, gong e pianoforte, ma soprattutto per la quasi totale assenza della chitarra.
A questo proposito il cantante e chitarrista Mark Perry ha dichiarato:
(Mark Perry)
Alla sua pubblicazione l'album fu accolto molto negativamente dalla critica del tempo, guadagnandosi addirittura uno 0 nella recensione di Sounds.

## Tracce
1. Release the Natives - 4:01
2. Serpentine Gallery - 2:23
3. Poor Association - 1:48
4. The Radio Story - 7:47
5. Facing Up to the Facts - 4:07
6. The Good Missionary - 7:16
7. Graves of Deluxe Green - 2:57
8. Smile in the Day - 8:20

### Bonus track (ristampa1999)[5]
- Tutte le tracce sono state registrate live eccetto la prima.

1. Vibing Up the Senile Man - 0:58
2. Action Time Lemon - 3:24
3. Going Round in Circles - 1:24
4. Fellow Sufferer - 10:57
5. Splitting in Two - 7:47
6. Another Coke/The Body - 6:39
7. The Force Is Blind - 4:25
8. Fellow Sufferer - 5:19

## Crediti[2][6]
- Mark Perry - chitarra, voce, percussioni, strumentazione, compilazione
- Mick Lineham - chitarra
- Dennis Burns - basso, voce, strumentazione
- Chris Bennett - batteria
- Dave George - batteria
- Glen Collins - flauto
- Genesis P-Orridge - percussioni
- Gillian Hanna - registrazione, voce d'accompagnamento
- Wally Brill - ingegneria del suono, assistente
- Denis - mastering
- Jill Furmavovsky - fotografia, artwork
- Grant Showbiz - suoni